# Hans Georg Skovgaard
Hans Georg Skovgaard (8. juli 1898 i Skibelund, Malt Sogn – 15. december 1969 i København) var en dansk arkitekt, bror til kunstnerne Ebbe, Hjalte og Ole Skovgaard.

## Uddannelse
Skovgaard var søn af maleren og billedhuggeren Niels Skovgaard og Ingeborg Luplau Møller og voksede op i et kunstnerisk præget hjem. Han blev student fra Frederiksborg Statsskole 1916, blev i september samme år optaget på Kunstakademiets Arkitektskole, hvorfra han tog afgang som arkitekt i maj 1922. I studietiden var han ansat hos Aage Rafn, Kaare Klint og Ivar Bentsen. 1924 modtog han Akademiets rejsestipendium og foretog derefter rejser i Italien, Frankrig, England og Grækenland.

## Karriere og stil
I begyndelsen var Skovgaard præget af Bedre Byggeskik-bevægelsen og dennes talsmand Harald Nielsen, og hans tidligste værker bærer præg deraf. Mod slutningen af 1920'erne begyndte han at optage træk fra kubismen for senere at slå om i funktionalismen. Hans bygninger blev præget af en kraftig og enkel grundform, spartansk i profileringen, ofte uden gesimser og tagudhæng, men med stærk fremhævelse af materialernes struktur og farvevirkning.
Senere blev han optaget af landbrugsbyggeri og medvirkede til omstillingen til funktionelle og ingeniørmæssigt nye måder at bygge på inden for dette erhverv. I 1949 deltog han i konkurrencen om et professorat i landbrugsbyggeri ved Kunstakademiet, men vandt ikke. Til gengæld modtog han flere udmærkelser: Knud V. Engelhardts Legat 1937, Bissens Præmie 1943, Eckersberg Medaillen 1949 og Dronning Alexandras Legat 1950.
Skovgaard var tillige medlem af Kunstnernes Efterårsudstillings censur 1922-23, 1926-27 og 1935-36, af Charlottenborgs censurkomité 1935, 1936, 1942 og 1943-46, af den faste komité fra 1947 og medlem af Akademiraadet fra 1952, af Akademisk Arkitektforenings bestyrelse 1940-45 og af Arkitektens redaktion 1940-45. Skovgaard var fra 1947 daglig leder i Selskabet for Kirkelig Kunst.
Han blev gift 24. oktober 1922 med Gerda Elsass (25. august 1900 i København – 7. august 1977), datter af grosserer Ludvig Elsass og Marie Christine Krarup Petræus. Han er begravet på Mariebjerg Kirkegård.

## Værker
Enfamiliehuse:
- Tovesvej 9, Nærum (1924)
- Hummeltoftevej 57 for maleren Poul S. Christiansen, Kongens Lyngby (1926)
- Strandpromenaden 35, Østerbro, København (1927, høj bevaringsværdi, nedrivningstruet, jf. kommende lokalplan[1])
- Frødings Allé 4, Søborg (1930)
- Strandvejen 186 D, Charlottenlund (1930)
- Kildeskovsvej 67, Gentofte (1932)
- Ravnsnæs for gartner Holbek, ved Birkerød (1933)
- Skovbogårds Allé 15, Valby (1933)
- Ingolfs Allé 49, København (1933)
- Dr. Heymans hus i Hvalsø (1935)
- Strandvænget 13, København 1935)
- Svanemøllevej 53, København (1935)
- Rungstedvej 2, Rungsted (1936)
- Strandpromenaden 11, København (1937)

Sommerhuse:
- For højesteretssagfører Leif Gamborg, Asserbo (1925)
- For landsretssagfører Hartner, Kildekrog (1926)
- For fru overlæge Rubow, Ramløse Sand (1930)
- For ingeniør Wadsted, Lynæs (1933)
- For overretssagfører Werner, Dronninggårds Allé 110, Holte (1933)
- For grosserer Berntsen, Helenekilde, Nordsjælland (1934)
- For direktør Ludvig Elsass, Slettestrand (1936)
- For direktør Sander, Vejby Strand (1939)
- For direktør Kruse, Asserbo (1941)

Landbrugsbygninger:
- Statens gård Trollesminde (1931-45, nedrevet 2006)
- Statens gård Favrholm (1932-43)
- Nybrogård (1932)
- Karlslundegård (1937)
- Hellebækgård (1938)
- Hald Hovedgård (hestestald mm., 1944)
- Krenkerup (kostald og lade 1945, sammen med Aage Roussell)
- Sophienborg
- Jægerspris Slot

Laboratoriebygninger:
- Ferskvandsbiologisk Stations Laboratorium, Frederiksdal (1933)
- Landøkonomisk Forsøgslaboratorium, Rolighedsvej 25, Frederiksberg (1935)

Byplaner:
- Byplan for Toftlund (1940-49, sammen med Kaj Gottlob)
- Byplan for Gram (som forannævnte)
- Byplan for Rødding (som forannævnte)
- Byplan for Vojens (som forannævnte)

Restaureringer:
- Femø Kirke (1937)
- Krummerup Kirke (1941)
- Hovedbygning, Jerstrup (1942)
- Hovedbygning, Hald Hovedgård (1944)
- Sankt Thomas Kirke, Frederiksberg (1948)
- Østbirk Kirke (1949)
- Kastrup Kirke (1951)[a]
- Ligkapel ved Holte Kirke (1964)

### Konkurrencer
- Solbjerg Krematorium (1926, 2. præmie)

### Dekorative arbejder
- Rumudsmykning til havesal, Havreholm ved Villingerød (1926)
- Klokker til Brøns Kirke (1921)
- Klokker til Sønder Vissing Kirke (1936)
- Prædikestol og lysestager til Egebæksvang Kirke (1925, sammen med Niels Skovgaard)
- Altertavle til Svenstrup Kirke (1928)
- Altertavle til Valsgaard Kirke (1936)
- Altertavle til Nørre Næraa Kirke (1936)
- Altertavle til Ove Kirke (1937)
- Altertavle til Bigum Kirke (1945)
- Altertavle til Søndersø Kirke (1949, bænke 1955)
- Prædikestol til Askov Kirke (1939)
- Prædikestol til Særslev Kirke (1953)
- Tinfad til Nørre Vium Kirke (1955)
- Endvidere messehagler, altertæpper, kirkebøsser og andet kirkeinventar, tegninger til sølvtøj, keramik, møbler, bogbind, plakater og andre tryksager

### Monumenter
- Mindesten på Øksnebjerg (1935)
- Sømandsminde i Esbjerg (1945-50, sammen med C.Th. Sørensen)
- Minde for modstandsbevægelsen på Frøbjerg Baunehøj (udkast påbegyndt 1946, udført 1953-54, relief af Gottfred Eickhoff)
- Minde for hededyrkere, Kongenshus Hede (fra 1946)

### Gravsten
- Bl.a. over Mulle Sander, Gladsaxe Kirkegård (1936)
- Grosserer Andreas Petersen, Vestre Kirkegård (1938)
- Viggo Børsholt, Solbjerg Kirkegård (1945)
- Højesteretssagfører Heilesen, Vestre Kirkegård (1945)
- Povl Bentzon, Asminderød Kirkegård (1946)
- Dr. Schmedes, Brædstrup Kirkegård (1947)

### Skriftlige arbejder
- "Krummerup Kirke" i: Roskilde Stifts Aarbog. 1946, s 125-130
- "Martin Nyrop" i: Social-Demokraten, 11. november 1949.
- "Om P.C. Skovgaards landskaber" i: Kunstmuseets Årsskrift 1950, s. 94-105.
- "Om siloer" i: Haandbog for Bygningsindustrien, 13, 1950, s. 609-615.
- Desuden artikler i bl.a. Byggeforum og Arkitekten